# ATP German Open 1998 - Qualificazioni doppio
Le qualificazioni del doppio  dell'ATP German Open 1998 sono state un torneo di tennis preliminare per accedere alla fase finale della manifestazione. I vincitori dell'ultimo turno sono entrati di diritto nel tabellone principale. In caso di ritiro di uno o più giocatori aventi diritto a questi sono subentrati i lucky loser, ossia i giocatori che hanno perso nell'ultimo turno ma che avevano una classifica più alta rispetto agli altri partecipanti che avevano comunque perso nel turno finale.
Le qualificazioni del doppio del torneo ATP German Open 1998 prevedevano 5 coppie partecipanti di cui 2 sono entrate nel tabellone principale.

## Teste di serie
1. Andrej Čerkasov /  Tuomas Ketola (ultimo turno)
2. Diego Nargiso /  André Sá (ultimo turno)

1. Dirk Dier /  Michael Kohlmann (Qualificati)
2. Richard Fromberg /  Fabio Maggi (Qualificati)

## Qualificati
1. Richard Fromberg  /   Fabio Maggi

1. Dirk Dier  /   Michael Kohlmann

## Tabellone

### Legenda
| - Q = Qualificato - WC = Wild card - LL = Lucky loser | - ALT = Alternate - SE = Special Exempt - PR = Protected Ranking | - w/o = Walkover - r = Ritirato - d = Squalificato |

### Sezione 1
|  | Primo turno | Primo turno                    | Primo turno                    | Primo turno | Primo turno |  |  | Ultimo turno | Ultimo turno                  | Ultimo turno | Ultimo turno | Ultimo turno |  |
|  |             |                                |                                |             |             |  |  |              |                               |              |              |              |  |
|  |             |                                |                                |             |             |  |  |              |                               |              |              |              |  |
|  |             |                                |                                |             |             |  |  | 1            | Andrej Čerkasov Tuomas Ketola | 6            | 3            | 2            |  |
|  | 4           | Richard Fromberg Fabio Maggi   | Richard Fromberg Fabio Maggi   | 7           | 6           |  |  | 4            | Richard Fromberg Fabio Maggi  | 4            | 6            | 6            |  |
|  |             | Albert Portas Fernando Vicente | Albert Portas Fernando Vicente | 5           | 1           |  |  |              |                               |              |              |              |  |

### Sezione 2
|  | Primo turno | Primo turno | Primo turno | Primo turno | Primo turno |  |  | Ultimo turno | Ultimo turno               | Ultimo turno               | Ultimo turno | Ultimo turno |  |
|  |             |             |             |             |             |  |  |              |                            |                            |              |              |  |
|  |             |             |             |             |             |  |  |              |                            |                            |              |              |  |
|  |             |             |             |             |             |  |  | 2            | Diego Nargiso André Sá     | Diego Nargiso André Sá     | 3            | 2            |  |
|  |             |             |             |             |             |  |  | 3            | Dirk Dier Michael Kohlmann | Dirk Dier Michael Kohlmann | 6            | 6            |  |
|  |             |             |             |             |             |  |  |              |                            |                            |              |              |  |